# Bộ nhớ RAM từ điện trở

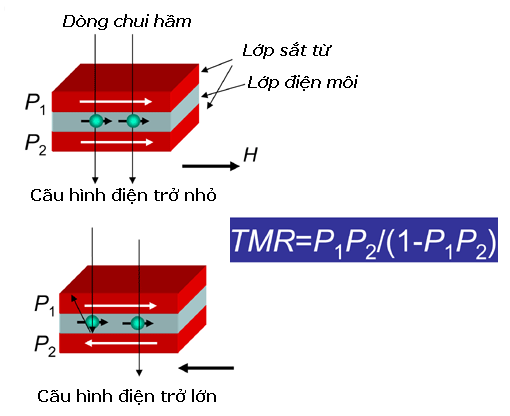
Nguyên lý của MRAM: thông tin được lưu trong từ độ của các lớp sắt từ, sự đảo thông tin tương ứng với sự thay đổi điện trở do hiệu ứng từ điện trở chui hầm

MRAM (Magnetoresistive Random Access Memory), hiểu theo nghĩa tiếng Việt là bộ nhớ truy nhập ngẫu nhiên từ điện trở, hay bộ nhớ RAM từ điện trở là một loại bộ nhớ không tự xóa có nguyên lý lưu trữ dựa trên hiệu ứng từ điện trở khổng lồ (chính xác hơn là hiệu ứng từ điện trở chui hầm).

## Nguyên lý và cấu trúc của MRAM
MRAM trên thực tế có cấu trúc là một lớp tiếp xúc chui hầm từ tính có hiệu ứng từ điện trở khổng lồ. Trong MRAM, thông tin được lưu trữ bởi từ độ của lớp màng mỏng từ. Các bit thông tin được đảo khi từ độ được đảo chiều. Thông tin được đọc thông qua sự thay đổi điện trở của lớp tiếp xúc từ. Khi từ độ của các lớp từ ở trạng thái đối song song, điện trở của tiếp xúc từ lớn, tương ứng với bit (1), còn khi hệ ở trạng thái song song thì điện trở giảm mạnh, và tương ứng với bit (0). Trong những phát triển ban đầu của MRAM, người ta sử dụng cấu trúc màng mỏng từ đa lớp với hiệu ứng từ điện trở khổng lồ, nhưng cấu trúc kiểu này gây khó khăn cho sự phát triển do các lớp đều là kim loại, điện trở của linh kiện trở nên rất nhỏ và tạo ra tín hiệu yếu. Sau sự phát triển của hiệu ứng từ điện trở chui hầm (đặc biệt là hiệu ứng trong các lớp tiếp xúc sử dụng MgO với tỉ số từ điện trở tới hàng trăm % ở nhiệt độ phòng), các tiếp xúc từ chui hầm với điện trở lớn (và sự thay đổi điện trở rất lớn) đã thay thế cấu trúc GMR truyền thống và tạo sự phát triển nhanh chóng của MRAM.

### Thế hệ MRAM đảo từ bằng từ trường

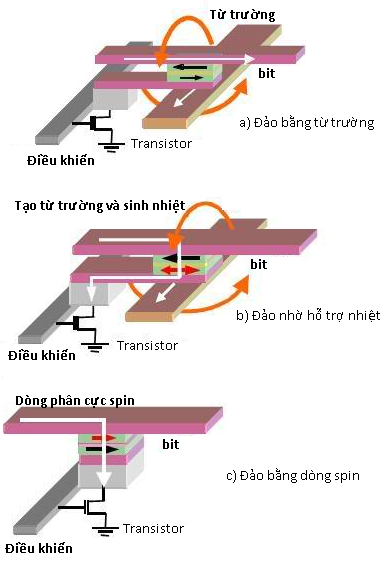
Các thế hệ MRAM phân loại theo cách thức ghi dữ liệu.

Là thế hệ MRAM đầu tiên mà trạng thái của các lớp từ tính được đảo bằng cách sử dụng một từ trường ngoài. Cấu trúc kiểu này yêu cầu có một bộ phận tạo từ trường và do đó tạo ra kích thước ô nhớ rất lớn, tiêu tốn khá nhiều năng lượng cho bộ phận đảo từ.

### Thế hệ MRAM đảo từ bằng nhiệt
Một dòng xung ngắn được đưa vào ô nhớ, chạy qua lớn tiếp xúc từ đồng thời với dòng xung tạo ra từ trường ghi và sinh ra nhiệt tại lớp rào thế chui hầm (như một điện trở) và nhanh chóng đốt nóng lớp kim loại của tiếp xúc từ. Kết quả là trường đảo từ bị giảm xuống tại lớp lưu trữ và cho phép ghi dễ dàng hơn. Cấu trúc này cho phép giảm kích thước so với thế hệ đầu tiên. Tuy nhiên chúng có nhược điểm là nhiệt đôi khi làm giảm hiệu năng linh kiện và tổn hao nhiều năng lượng.

### Thế hệ MRAM đảo từ bằng dòng spin (STT-MRAM)
Đây là thế hệ mới nhất đang được phát triển, hoạt động dựa trên nguyên tắc Truyền mômen spin. Nguyên lý của STT-MRAM là khi dòng điện tử phân cực spin chạy qua vật liệu từ, các spin bị phân cực. Dòng điện tử phân cực này sẽ giúp cho việc đảo từ độ ở lớp tiếp theo. Cơ cấu kiểu này cho phép loại bỏ hoàn toàn các bộ phận phụ, giảm kích thước ô nhớ đồng thời tăng tốc độ và giảm lỗi địa chỉ.

## Lịch sử của MRAM
- Ý tưởng về MRAM được khởi nguồn bởi tiến sĩ Arthur Pohm và Jim Daughton lúc đó đang làm việc cho Honeywell (1984), những người đã đưa ý tưởng về một loại bộ nhớ sử dụng hiệu ứng từ điện trở cho phép tạo ra các bộ nhớ với mật độ lưu trữ thông tin cao, truy nhập ngẫu nhiên, và không tự xóa.
- 1995: Hãng Motorola (sau này bị mua lại bởi Freescale) lần đầu tiên phát triển các dự án về MRAM.
- 2003: MRAM 128 kbit lần đầu tiên được giới thiệu với công nghệ quang khắc 180 nm.
- 2004: Infineon giới thiệu mẫu MRAM 16 Mbit sản xuất trên công nghệ quang khắc 180 nm
- 2004: Spintech giới thiệu mẫu MRAM đảo từ nhờ nhiệt.
- 2005: Freescale giới thiệu bộ nhớ MRAM sử dụng lớp tiếp xúc MgO
- 2006: Toshiba giới thiệu MRAM 16 Mbit với tốc độ đọc ghi lên tới 200 MB/s và thời gian ghi là 34 ns.
- 2006: Austin Texas – Freescale giới thiệu ra thị trường MRAM 4 Mbit với giá thành 25$/chip.
- 2007: Hitachi và các nhà khoa học ở Đại học Tohoku (Nhật Bản) giới thiệu sản phẩm STT-MRAM đầu tiên 2 Mbit.
- 2008: Các nhà khoa học Đức giới thiệu MRAM với thời gian ghi 1 ns.
- 2009: Hitachi và các nhà khoa học ở Đại học Tohoku (Nhật Bản) giới thiệu sản phẩm STT-MRAM 32 Mbit.
- 2010: Fujitsu giới thiệu bộ nhớ MRAM mạnh nhất với tính năng vượt trội tới 60% so với bộ nhớ RAM truyền thống tốt nhất.
- 2011: Hãng PTB Technology Transfer (Đức) giới thiệu bộ nhớ MRAM với thời gian đọc ghi giảm xuống tới 500 ps.

## MRAM so sánh với bộ nhớ truyền thống
MRAM chính là một loại linh kiện spintronics thế hệ thứ 2. MRAM cho phép rút ngắn thời gian đọc/ghi so với bộ nhớ RAM bán dẫn truyền thống, tăng mật độ cao hơn nhờ việc giảm kích thước ô nhớ. Vì sử dụng đảo từ, MRAM cho phép giảm các nhiễu điện từ trường và năng lượng hao phí. Đồng thời, vì lưu trữ bằng các mômen từ nên MRAM là loại bộ nhớ không tự xóa, thông tin còn lưu trữ (hầu như vĩnh cửu) sau khi nguồn điện bị ngắt. Vấn đề lớn hiện nay của MRAM là yêu cầu giảm mật độ dòng điều khiển (bài toán năng lượng) và công nghệ chế tạo các ô nhớ nhỏ với giá thành thấp. Một hạn chế của MRAM là khả năng tăng cao mật độ, do giới hạn độ ổn định nhiệt khi giảm kích thước ô nhớ (trạng thái sắt từ bị phá vỡ khi kích thước giảm tới giới hạn siêu thuận từ). Một trong những hướng phát triển hiện nay của MRAM là STT-MRAM với các vật liệu có mômen từ định hướng vuông góc với mặt phẳng màng (nhằm giảm thiểu dòng điều khiển) và thay thế các vật liệu truyền thống bằng các vật liệu bán kim với độ phân cực spin cao.